# Павич синьокрилий
Павич синьокрилий, або павич зелений (Pavo muticus) — один з двох видів азійських павичів, що мешкає у  Південно-Східній Азії.
Голос самця зеленого павича менш гучний і різкий, ніж у звичайного павича.

## Зовнішній вигляд
На відміну від звичайного павича, зелений значно більший і забарвлений яскравіше, має оперення з металевим відливом і довші ноги, шию і чубчик на голові.
Довжина самця 180—300 см, крила 46—54 см, хвіст 40—47 см, шлейф 140—160 см. Важить до 5 кг.
Голова і верхня частина шиї коричнево-зелені. Чубчик складається з пір'я з більш широкими віялами. Кільця навколо очей блакитно-сірого кольору.
Пір'я нижньої частини шиї зелені з золотисто-зеленою облямівкою і мають лускатий малюнок, груди і верх спини синювато-зелені з червоними і жовтими плямами; низ спини бронзовий з коричневими мітками, плечі і крила темно-зелені, махові пера бурі з чорними і сірими плямами на зовнішній стороні опахала.
Кермові пір'я світло-каштанові, а сильно подовжені криючі такі ж яскраві і схожі за забарвленням, як у звичайного павича, але з металевим мідно-червоним відтінком. Дзьоб чорний, ноги сірі.
Самка за забарвленням мало відрізняється від самця, але менша за розмірами.

## Поширення
Мешкає в дикій природі на висоті до 900 м на острові Ява, в Індокитаї, північно-східній Індії, Бангладеш, М'янмі, західній Малайзії, Таїланді і південному Китаї.
У неволі в Європі і Америці до XX століття не поширювався.

## Ступінь загрози існуванню
Значно поступається за чисельністю звичайному павичеві. У другій половині XX століття Оселище і чисельність виду значно скоротилися. Сучасний статус виду, по класифікації BirdLife International [Архівовано 6 вересня 2015 у Wayback Machine.] і Міжнародного союзу консервації природи (IUCN) [Архівовано 23 січня 2017 у Wayback Machine.], визначається як «вимираючий» (endangered).

## Класифікація
Залежно від географічного поширення і варіації забарвлення оперення розрізняють три підвиди P. muticus:
- Pavo muticus imperator Delacour [Архівовано 14 листопада 2016 у Wayback Machine.] 1949 — індокитайський підвид.
- Pavo muticus muticus Linnaeus 1766 — яванський підвид.
- Pavo muticus spicifer Shaw [Архівовано 14 листопада 2016 у Wayback Machine.] 1804 — бірманський підвид.

## Цікаві факти
Починаючи з 1940 року бірманський підвид яванського павича (P. m. spicifer) є національним символом М'янми (другий національний птах у світі; перший — білоголовий орлан, національний символ США з 1782 року).

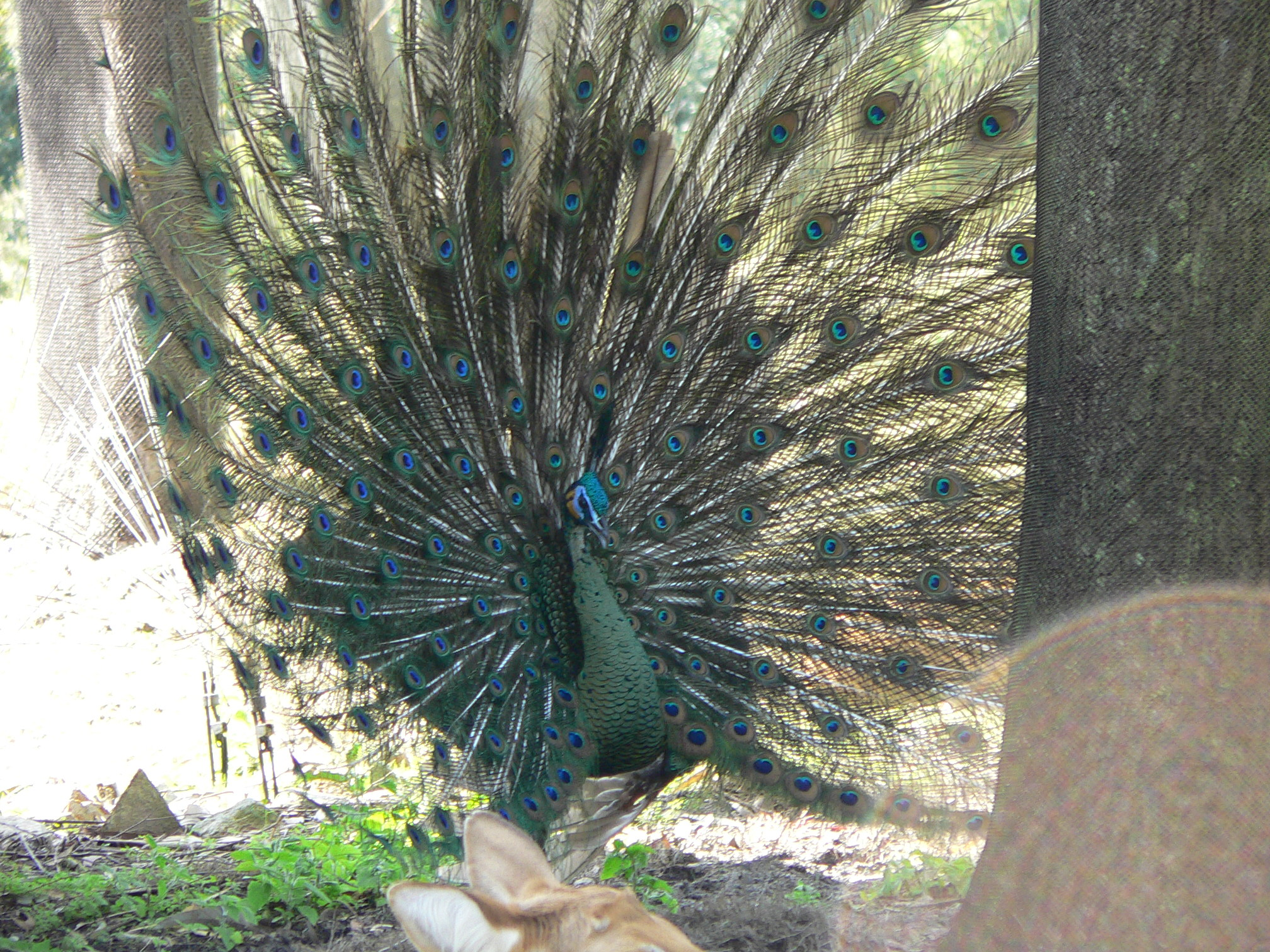
Зелений павич у Тваринному світі Диснея (Disney’s Animal Kingdom[en], Флорида, США)
- Відео (там же)
Бірманський підвид зеленого павича - національний символ М'янми

## Генетика
Каріотип: 76 хромосом (2n).
Молекулярна генетика
- Депоновані нуклеотидні послідовності у базі даних EntrezNucleotide, GenBank, NCBI, США: 80 [Архівовано 21 травня 2016 у Wayback Machine.] (станом на 19 лютого 2015).
- Депоновані послідовності білків у базі даних EntrezProtein, GenBank, NCBI, США: 52 (станом на 19 лютого 2015).